# Élections au Conseil législatif tasmanien de 2025
Les élections au Conseil législatif tasmanien de 2025 ont lieu le 24 mai 2025 afin de renouveler trois des 15 sièges du Conseil législatif de Tasmanie, la chambre haute de cet État australien.
Les circonscriptions de Montgomery, Nelson et Pembroke sont concernées. Jusqu'à présent tenue par le Parti libéral, la première voit la victoire du candidat indépendant Casey Hiscutt, fils de la conseillère libérale sortante Leonie Hiscutt qui ne se représente pas. Les deux autres circonscriptions voient leur conseiller sortant être réélu — respectivement indépendant dans la circonscription de Nelson et du Parti travailliste dans celle de Pembroke.

## Contexte
Les élections sont organisées dans les circonscriptions de Montgomery, Nelson et Pembroke. Initialement prévues le 3 mai 2025, elles sont reportées le 25 mars 2025, après consultation de la Commission électorale de Tasmanie (TEC), afin d'éviter un éventuel chevauchement avec les élections fédérales de 2025, convoquées trois jours plus tard,.
Dans la circonscription de Montgomery, la conseillère libérale Leonie Hiscutt, élue en 2013 puis réélue en 2019, annonce le 16 mai 2024 ne pas se représenter. Son fils Casey Hiscutt annonce se présenter en tant qu'indépendant face notamment au candidat du Parti libéral Stephen Parry, ancien président du Sénat australien de 2014 à 2017,.
La circonscription de Nelson voit la conseillère indépendante Meg Webb, élue en 2019, se présenter à sa réélection pour un deuxième mandat, tout comme le conseiller travailliste Luke Edmunds, élu lors d'une élection partielle en 2022, dans la circonscription de Pembroke,.

## Système électoral

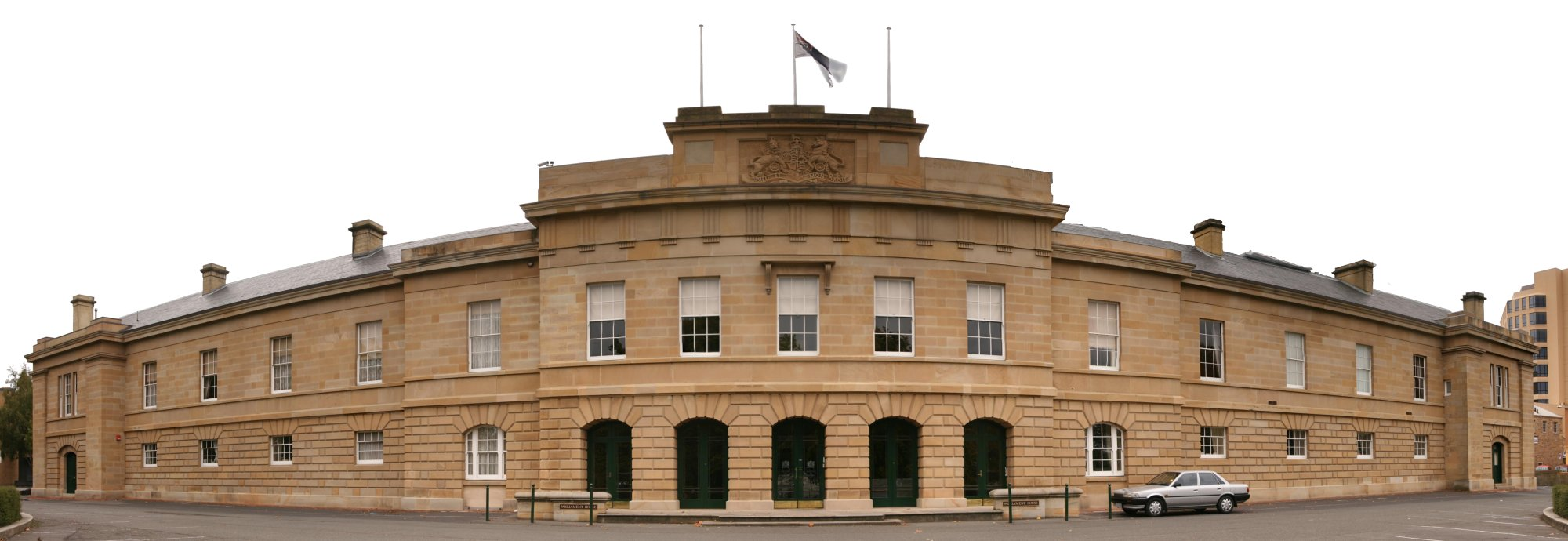
Bâtiment de l'assemblée à Hobart.

Le Conseil législatif est la chambre haute du parlement bicaméral tasmanien. Il est doté de 15 sièges pourvus pour six ans au vote à second tour instantané dans autant de circonscriptions électorales. Le renouvellement n'est cependant jamais intégral, mais échelonné sur la durée d'un mandat. Des élections sont organisées chaque année le premier samedi du mois de mai, pour lesquelles le nombre de circonscriptions en jeu alterne entre deux et trois, de telle sorte qu'à l'issue d'une période de six ans, l'ensemble des quinze circonscriptions ont vu leur conseiller renouvelé. 
Le vote à second tour instantané est utilisé sous sa forme intégrale : les électeurs classent l'intégralité des candidats par ordre de préférences en écrivant un chiffre à côté de chacun de leurs noms sur le bulletin de vote, 1 étant la première préférence. Au moment du dépouillement, les premières préférences sont d'abord comptées puis, si aucun candidat n'a réuni plus de la moitié des suffrages dans la circonscription, le candidat arrivé dernier est éliminé et ses secondes préférences attribuées aux candidats restants. L'opération est renouvelée jusqu'à ce qu'un candidat atteigne la majorité absolue.

## Résultats

### Montgomery
| Candidats                       | Candidats                       | Partis                          | 1er choix                       | 1er choix                       | 2e choix                 | 2e choix                 | 3e choix                 | 3e choix                 | 4e choix | 4e choix |
| Candidats                       | Candidats                       | Partis                          | Voix                            | %                               | Voix                     | %                        | Voix                     | %                        | Voix     | %        |
| ------------------------------- | ------------------------------- | ------------------------------- | ------------------------------- | ------------------------------- | ------------------------ | ------------------------ | ------------------------ | ------------------------ | -------- | -------- |
|                                 | Casey Hiscutt                   | Indépendant                     | 7 546                           | 31,99                           | 7 919                    | 33,58                    | 9 763                    | 41,40                    | 14 449   | 61,70    |
|                                 | Stephen Parry                   | Libéral                         | 6 895                           | 29,24                           | 7 052                    | 29,90                    | 7 881                    | 33,42                    | 8 968    | 38,30    |
|                                 | Darren Briggs                   | Verts                           | 5 101                           | 21,64                           | 5 322                    | 22,57                    | 5 938                    | 25,18                    |          |          |
|                                 | Adrian Pickin                   | SFF                             | 3 038                           | 12,88                           | 3 289                    | 13,95                    |                          |                          |          |          |
|                                 | Gatty Burnett                   | Indépendant                     | 1 002                           | 4,25                            |                          |                          |                          |                          |          |          |
| Total des voix                  | Total des voix                  | Total des voix                  | 23 582                          | 100                             | 23 582                   | 100                      | 23 582                   | 100                      | 23 417   | 100      |
| Votes non-transférables cumulés | Votes non-transférables cumulés | Votes non-transférables cumulés | Votes non-transférables cumulés | Votes non-transférables cumulés | 0                        | –                        | 0                        | –                        | 165      | –        |
|                                 |                                 |                                 |                                 |                                 |                          |                          |                          |                          |          |          |
| Votes valides                   | Votes valides                   | Votes valides                   | Votes valides                   | Votes valides                   | Votes valides            | Votes valides            | Votes valides            | Votes valides            | 23 582   | 96,31    |
| Votes blancs et nuls            | Votes blancs et nuls            | Votes blancs et nuls            | Votes blancs et nuls            | Votes blancs et nuls            | Votes blancs et nuls     | Votes blancs et nuls     | Votes blancs et nuls     | Votes blancs et nuls     | 903      | 3,69     |
| Total                           | Total                           | Total                           | Total                           | Total                           | Total                    | Total                    | Total                    | Total                    | 24 485   | 100      |
| Abstention                      | Abstention                      | Abstention                      | Abstention                      | Abstention                      | Abstention               | Abstention               | Abstention               | Abstention               | 5 339    | 17,90    |
| Inscrits / participation        | Inscrits / participation        | Inscrits / participation        | Inscrits / participation        | Inscrits / participation        | Inscrits / participation | Inscrits / participation | Inscrits / participation | Inscrits / participation | 29 824   | 82,10    |

### Nelson
|                          | Megg Webb                | Indépendante             | 10 619 | 51,70 |  |  |  |  |  |  |  |  |
|                          | Marcus Vermey            | Libéral                  | 7 031  | 34,23 |  |  |  |  |  |  |  |  |
|                          | Nathan Volf              | Verts                    | 2 889  | 14,07 |  |  |  |  |  |  |  |  |
|                          |                          |                          |        |       |  |  |  |  |  |  |  |  |
| Votes valides            | Votes valides            | Votes valides            | 20 539 | 98,12 |  |  |  |  |  |  |  |  |
| Votes blancs et nuls     | Votes blancs et nuls     | Votes blancs et nuls     | 394    | 1,88  |  |  |  |  |  |  |  |  |
| Total                    | Total                    | Total                    | 20 933 | 100   |  |  |  |  |  |  |  |  |
| Abstention               | Abstention               | Abstention               | 4 627  | 18,10 |  |  |  |  |  |  |  |  |
| Inscrits / participation | Inscrits / participation | Inscrits / participation | 25 560 | 81,90 |  |  |  |  |  |  |  |  |

### Pembroke
| Candidats                       | Candidats                       | Partis                          | 1er choix                       | 1er choix                       | 2e choix                 | 2e choix                 | 3e choix                 | 3e choix                 | 4e choix | 4e choix |
| Candidats                       | Candidats                       | Partis                          | Voix                            | %                               | Voix                     | %                        | Voix                     | %                        | Voix     | %        |
| ------------------------------- | ------------------------------- | ------------------------------- | ------------------------------- | ------------------------------- | ------------------------ | ------------------------ | ------------------------ | ------------------------ | -------- | -------- |
|                                 | Luke Edmunds                    | Travailliste                    | 8 429                           | 43,76                           | 8 608                    | 44,69                    | 9 261                    | 48,10                    | 11 181   | 53,18    |
|                                 | Allison Ritchie                 | Indépendante                    | 4 035                           | 20,95                           | 4 289                    | 22,27                    | 5 662                    | 29,41                    | 8 036    | 41,82    |
|                                 | Carly Allen                     | Verts                           | 3 972                           | 20,63                           | 4 104                    | 21,31                    | 4 336                    | 22,49                    |          |          |
|                                 | Tony Mulder                     | Indépendant                     | 2 004                           | 10,41                           | 2 258                    | 11,73                    |                          |                          |          |          |
|                                 | Adrian Pickin                   | SFF                             | 819                             | 4,25                            |                          |                          |                          |                          |          |          |
| Total des voix                  | Total des voix                  | Total des voix                  | 19 259                          | 100                             | 19 259                   | 100                      | 19 259                   | 100                      | 19 217   | 100      |
| Votes non-transférables cumulés | Votes non-transférables cumulés | Votes non-transférables cumulés | Votes non-transférables cumulés | Votes non-transférables cumulés | 0                        | –                        | 0                        | –                        | 42       | –        |
|                                 |                                 |                                 |                                 |                                 |                          |                          |                          |                          |          |          |
| Votes valides                   | Votes valides                   | Votes valides                   | Votes valides                   | Votes valides                   | Votes valides            | Votes valides            | Votes valides            | Votes valides            | 19 259   | 97,74    |
| Votes blancs et nuls            | Votes blancs et nuls            | Votes blancs et nuls            | Votes blancs et nuls            | Votes blancs et nuls            | Votes blancs et nuls     | Votes blancs et nuls     | Votes blancs et nuls     | Votes blancs et nuls     | 446      | 2,26     |
| Total                           | Total                           | Total                           | Total                           | Total                           | Total                    | Total                    | Total                    | Total                    | 19 705   | 100      |
| Abstention                      | Abstention                      | Abstention                      | Abstention                      | Abstention                      | Abstention               | Abstention               | Abstention               | Abstention               | 3 733    | 15,93    |
| Inscrits / participation        | Inscrits / participation        | Inscrits / participation        | Inscrits / participation        | Inscrits / participation        | Inscrits / participation | Inscrits / participation | Inscrits / participation | Inscrits / participation | 23 438   | 84,07    |